# Setanggor (Praya Barat)
Setanggor is een bestuurslaag in het regentschap Centraal-Lombok van de provincie West-Nusa Tenggara, Indonesië. Setanggor telt 5195 inwoners (volkstelling 2010).